# Rumali roti

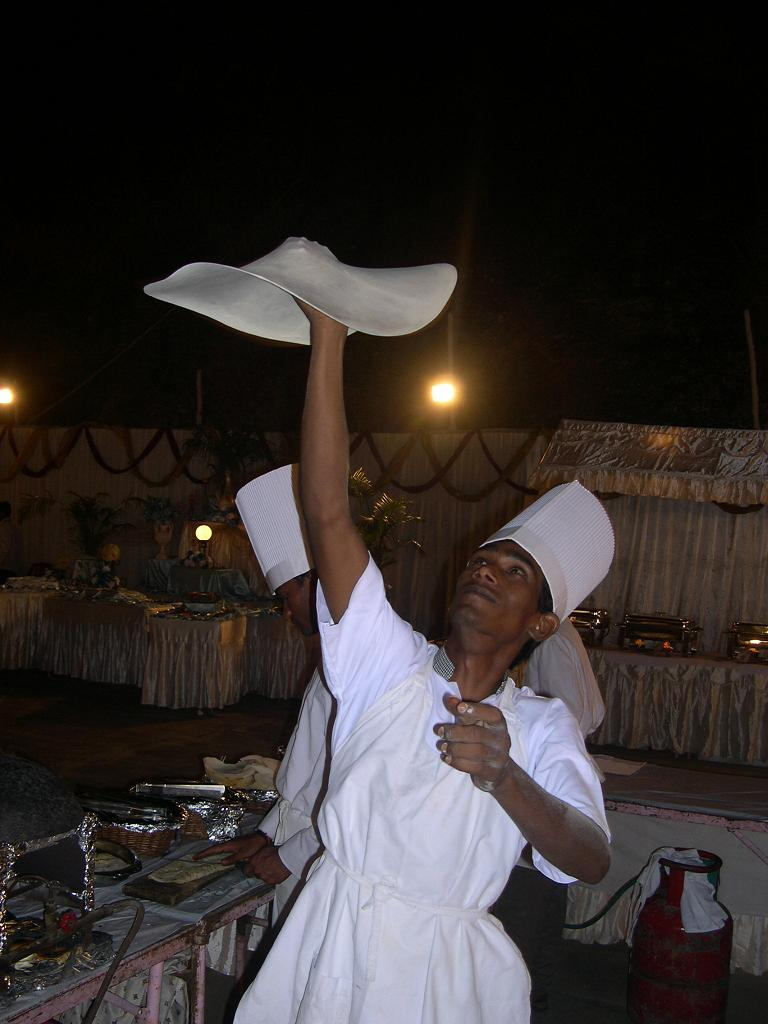
Un cocinero preparando rumali roti.

El rumali roti (urdu: رومالی روٹی, hindi: रुमाली रोटी; ‘pan pañuelo’) es un pan fino del norte del subcontinente indio y un elemento tradicional de la gastronomía mogol. La extrema delgadez de este pan y el hecho de que suele servirse doblado como un pañuelo son las fuentes probables de su nombre.
Suele hacerse con una combinación de harina de trigo blanca e integral (maida y atta respectivamente) y se preparan mejor en un tandoor.